# Poblado Rosario
El Poblado Rosario es un pueblo perteneciente al barrio de Rosario Bajo ubicado en el municipio de San Germán en Puerto Rico. 

## Historia
El Poblado Rosario se origina en el Cerro Las Mesas, en la actual Mayagüez. En el año 1693, los españoles usaban el lugar para vigilar la costa oeste de Puerto Rico. Para el 1796, llegó al Poblado Rosario Vicente Ramos Colón con la intención de fundar un poblado donando unos terrenos familiares heredados. En 1830 se oficializó la fundación del Poblado Rosario con la autorización del ayuntamiento de San Germán, construyendo una alcaldía auxiliar, una cárcel y una iglesia.

### Símbolos Heráldicos
En 1984, Nelson Pagán y Rogelio Ramírez dibujaron un escudo y lo enviaron al Instituto de Cultura Puertorriqueña. Tiempo después, el licenciado Roberto Biascoechea, aceptó la petición y dibujó una bandera para cumplir con la ley que pedía tener un escudo y una bandera.
En la actualidad, el Poblado Rosario es el único barrio con escudo, bandera y libro de historia propios.

### Escudo

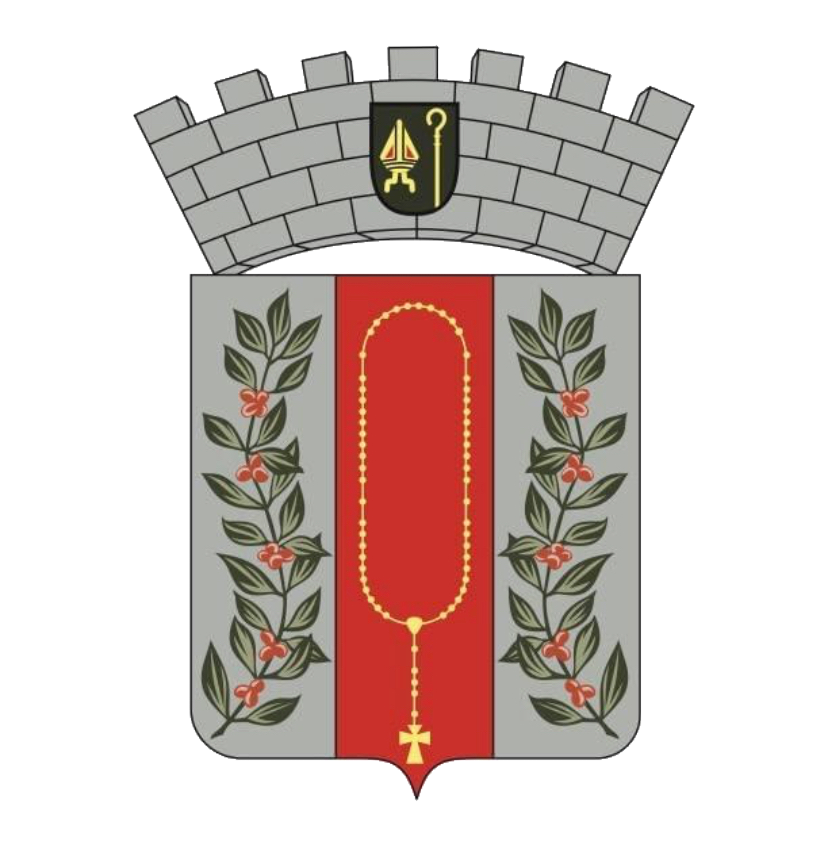
Escudo del Poblado Rosario dibujado por Nelson Pagán y Rogelio Ramírez

El Rosario representa, a la Virgen del Rosario, Patrona del
Poblado; a la antigua ermita y el nombre del poblado. Las ramas del cafeto florecido
aluden a que desde su fundación fue el principal cultivo de la región. La corona mural es distintivo de pueblos, pero allá del escudo de El Rosario, carente de torres, puertas y ventanas y simplemente almenada, se le atribuye la representación de un poblado, es decir, de una comunidad poscedora de
configuración urbana sin carácter de municipalidad.
El pequeño escudo verde con la figura simbólica del báculo y la mitra significa
que el poblado es parte del municipio de San Germán.

## Patrimonio

### Fiestas Patronales
Todos los años desde el 1863 (fecha más antigua de la que se tiene registro), el poblado celebra las fiestas patronales en honor a la Virgen del Rosario. Las actividades incluyen procesiones religiosas en la plaza del pueblo, así como machinas, comidas y entretenimiento. Así mismo, el último día de las fiestas patronales se celebra el Maratón de la Virgen del Rosario. 
En las fiestas patronales se han presentado agrupaciones y celebridades tales como El Gran Combo de Puerto Rico, Iris Chacón, Celia Cruz, Willie Berrios, entre otros.
Actualmente, las fiestas patronales no se realizan debido a que el municipio ya no sustenta este tipo de actividades.

### Festival del Pan de Anón
Desde abril del 1985, se celebra el Festival de Pan de Anón, con presencia de artesanos, trovadores, agrupaciones musicales, peleas de gallos y entretenimiento.
El Pan de Anón (conocido también como pan de tetita), surgió en el poblado hace más de 100 años.

## Misterio del Altar de Oro
Durante el año 1941, el exvicepresidente estadounidense Henry A. Wallace, donó el primer altar a la iglesia del poblado, ya que en la época, esta era considerada como “la iglesia más pobre de las Américas”, este altar era de oro y estaba valuada en más de $15,000 de la época.
Edward Mercado, nacido en 1939 en Nueva York de padres puertorriqueños, leyó este artículo en un periódico durante su estancia en San Antonio, Texas. Viajó al poblado para preguntarle al sacerdote pero ninguno conocía de esta historia y hasta la actualidad sigue siendo un misterio.

## Personas destacadas
El Poblado Rosario ha visto nacer a varias personas destacadas a nivel nacional e internacional:
- Vicente Ramos Colón, agricultor que donó parte de sus tierras para la fundación del poblado, siendo el primer alcalde ordinario.
- Juan Mari Ramos, tataranieto de Vicente Ramos Colón quién fue cónsul de Francia para el oeste de Puerto Rico y primer puertorriqueño en volar en el Concorde. A su vez, fue quien logró instalar la luz, el agua y el correo en el poblado.
- Joaquin Agustí Ramírez, pionero de la radio en Puerto Rico, así como creador de la frase "Puerto Rico, la isla del encanto".
- Laura Mercado, docente graduada del Colegio de Agricultura y Artes Mecánicas, se desempeñó como maestra durante más de 20 años en el poblado y actualmente la escuela del poblado lleva su nombre.
- René Sanfiorenzo, ex-secretario de Recreación y Deportes.
- Manuel Irizarry Gallardo, primer gobernador interino de Puerto Rico.
- Sigfredo Ramos Rodríguez, veterano y sargento primero del Ejército de los Estados Unidos.
- Nelson Pagán, historiador y fundador del Museo del Poblado Rosario.